# Clausura monástica

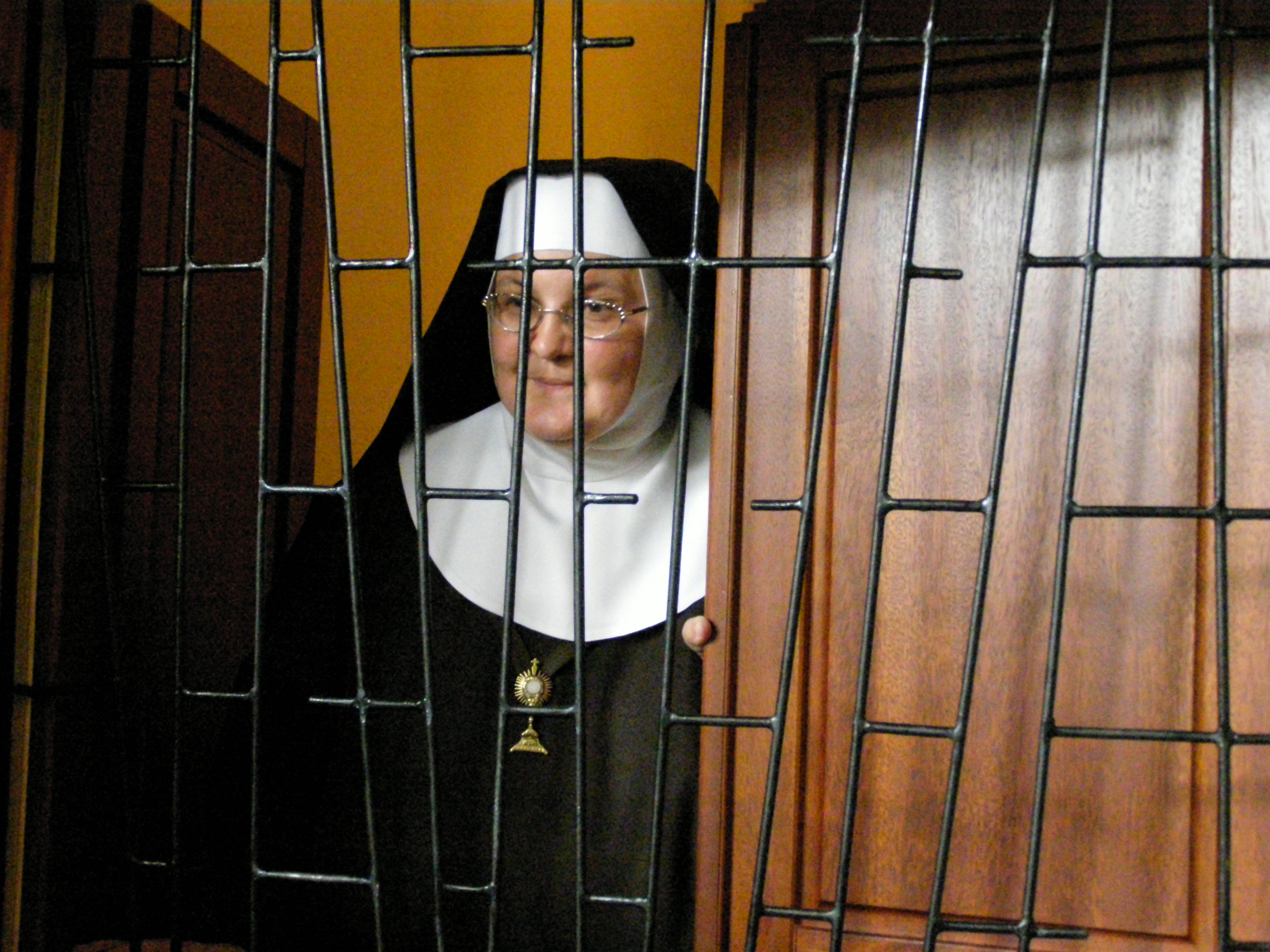
Una religiosa en clausura monástica.

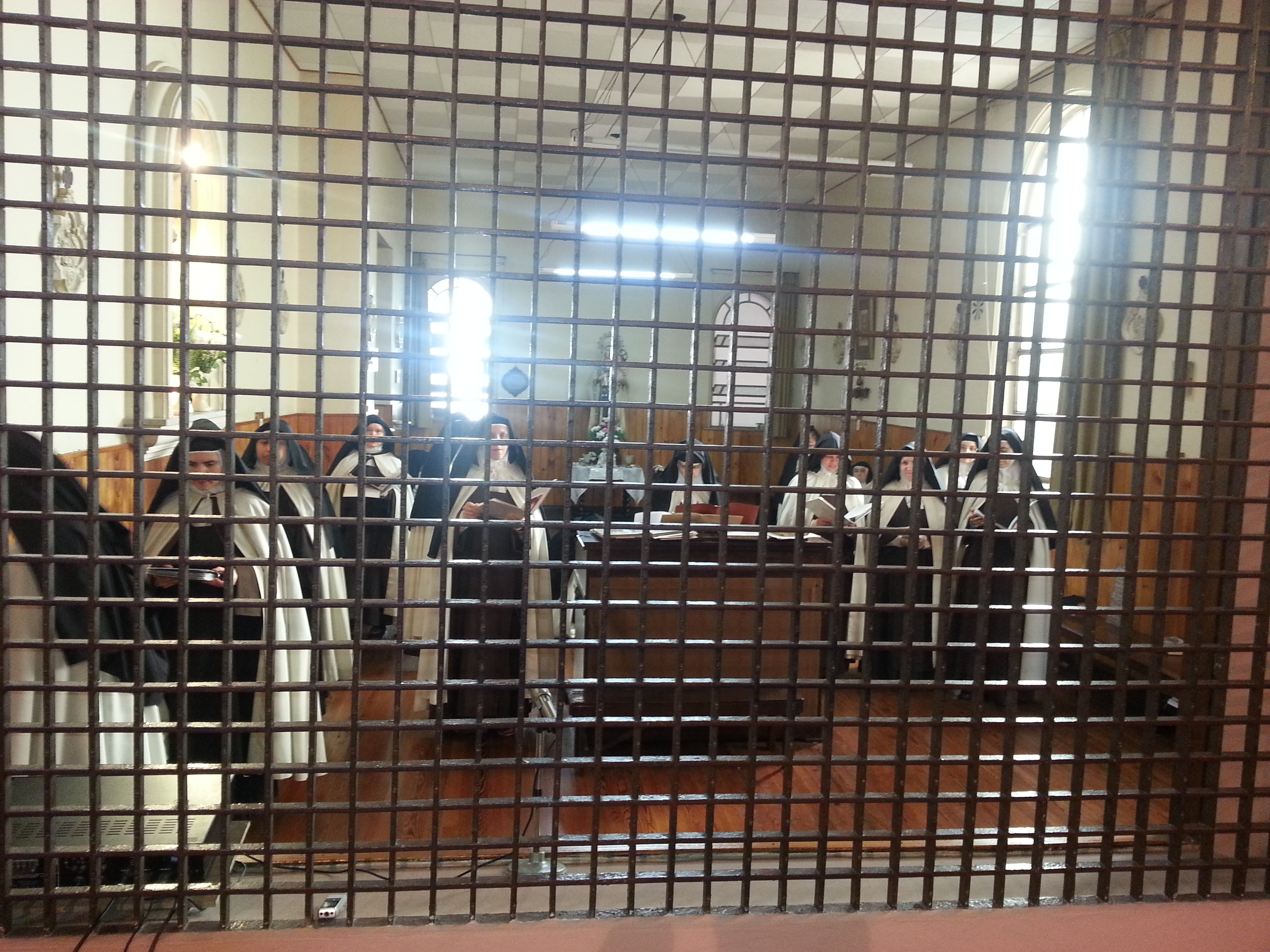
Las monjas Carmelitas en clausura.

Clausura monástica o clausura conventual son expresiones propias de la terminología monástica y conventual. 
Como otras acepciones de la palabra "clausura", indica el concepto de "cierre". La misma etimología tiene la palabra "claustro". Indican la forma de vida que llevan monjes y monjas de clausura (monje de clausura, monja de clausura, recluso, reclusa) en referencia a la obligación que tienen de no salir de su monasterio o convento y del impedimento de que personas ajenas a la orden puedan entrar en su espacio de residencia y de la mezcla de sexos en la misma orden; otro tipo de religiosos de las órdenes religiosas que no imponen la clausura pueden desempeñar actividades en el exterior.
También se denomina "clausura" al recinto dentro de estas instituciones donde los religiosos se aíslan del exterior (habitualmente se refiere a la parte a donde no se permite pasar a personas de distinto sexo al de los monjes o monjas titulares). 
La clausura tiene la finalidad de mantener un clima de recogimiento, silencio, oración y otros recursos ascéticos para la búsqueda de la unión mística con Dios. A pesar de esta separación física con "el mundo", los religiosos pretenden estar íntimamente unidos a la humanidad y a sus problemas a través de sus oraciones ofrecidas como intercesión. De ahí, por ejemplo, que Santa Teresita del Niño Jesús, que nunca salió de su convento en Francia, sea la patrona de las misiones.
Entre las órdenes religiosas que practican la vida monástica de clausura en la actualidad tenemos como ejemplos: los monjes benedictinos, carmelitas, cartujos, cistercienses, jerónimos, trapenses, entre otros (en el caso de las comunidades de los hombres), y las monjas anunciadas, agustinas, benedictinas, carmelitas, clarisas, cartujas, concepcionistas, jerónimas, mínimas, visitandinas y de Iesu Communio, entre otras.